# Rio Cape Fear
O rio Cape Fear (Cape Fear River) é um rio dos Estados Unidos, com 325 quilómetros de comprimento, que desemboca no Oceano Atlântico perto do Cabo Fear, do qual toma o nome.
Nasce em Haywood, na Carolina do Norte, na confluência dos rios Deep e Haw, perto do Lago Jordan. Corre para sudeste passando por Lillington, Fayetteville e Elizabethtown, recebendo, a 16 quilómetros de Wilmington as águas do Rio Black.  Em Wilmington recebe as águas do rio Northeast Cape Fear e do rio Brunswick. Finalmente vira para sul terminando num estuário a cerca de cinco quilómetros a oeste do Cabo Fear.
Durante a época colonial o rio Cape Fear constituiu a principal via de comunicação para o interior da Carolina do Norte. Hoje é um rio navegável até Fayetteville, através de uma série de represas e barragens.